# Callao
Callao é uma cidade do Peru, capital da região homónima e da Província del Callao. Faz parte da Região Metropolitana de Lima.
Em Callao situa-se o maior porto na costa oeste da América do Sul.